# Верджиния-Сити (Невада)
Верджиния-Сити (англ. Virginia City) — статистически обособленная местность в штате Невада, США, окружной центр округа Стори. Согласно переписи 2000 года, в населённом пункте проживало 1500 жителей, согласно оценкам 2010 года — 855 жителей. 
Верджиния-Сити является одним из старейших поселений в штате Невада и одним из старейших к западу от Миссисипи. Как и большинство населённых пунктов в регионе, его основание стало результатом открытия здесь залежей драгоценных металлов. В 1859 году неподалёку от Комсток Лоде началась «серебряная лихорадка». В 1875 году город пережил сильный пожар. Население города достигло 30000 в 1898 году, после чего на рынке серебра произошёл спад и население стало резко снижаться.
Здесь, вероятно, писатель Марк Твен (Сэмюэль Клеменс) придумал себе свой псевдоним. В 1863 году он подписал под этим именем контракт с местной газетой Enterprise, в которой работал репортёром. Основой экономики поселения в XXI веке является туризм, поскольку здесь сохранилось довольно много исторических зданий. В 1961 году поселение было занесено в список национальных исторических памятников США.